# Église Sainte-Thérèse-de-l'Enfant-Jésus de Pavlodar

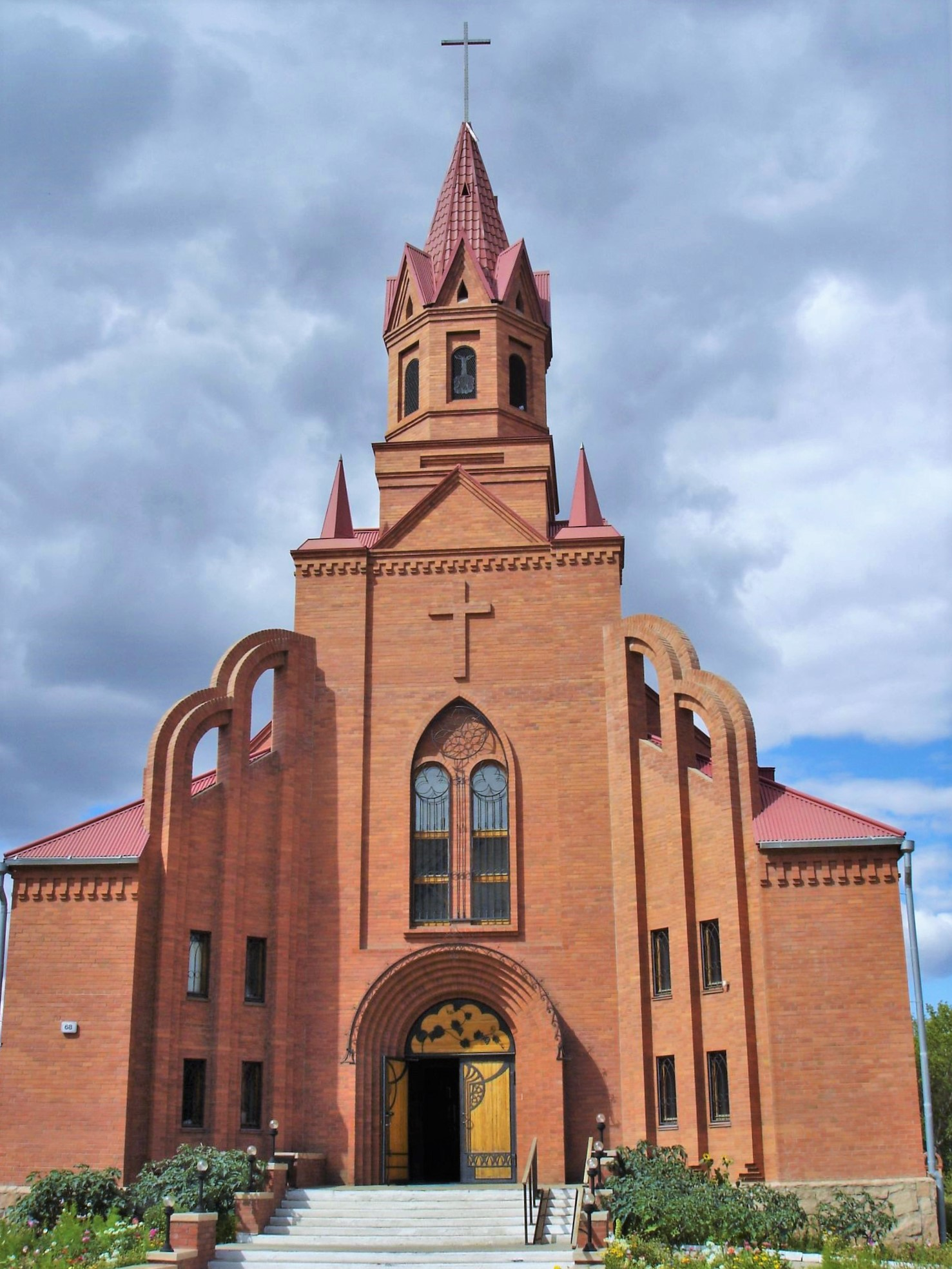
Façade de l'église Sainte-Thérèse-de-l'Enfant-Jésus.

L'église Sainte-Thérèse-de-l'Enfant-Jésus est une église paroissiale catholique située à Pavlodar au nord du Kazakhstan. Elle appartient au doyenné de Pavlodar qui dépend de l'archidiocèse d'Astana. Elle est dédiée à sainte Thérèse de l'Enfant-Jésus, carmélite française, canonisée en 1925.

## Historique
Il existait des communautés catholiques à la fin du XIXe siècle dans la région, mais leur nombre a sensiblement augmenté au moment de la grande répression stalinienne des années 1930-1940 qui a provoqué la déportation de populations entières au Kazakhstan, dont un grand nombre de Polonais ou d'Allemands de la Volga, d'Allemands de la mer Noire, ou autres de confession catholique qui durent pour beaucoup travailler au Karlag. Certains prêtres parviennent à réunir en secret dans des appartements de Pavlodar des fidèles pour des prières en cachette. L'un d'eux est l'abbé Alexandre Ben de Kostanaï ou encore le P. Anton Szeszkavicius (soviétique lituanien) à peine sorti du camp de Slavgorod.
Dans les années 1960 plusieurs groupes de laïcs poursuivent leur œuvre en toute discrétion et des réunions de prières ont lieu dans certains villages voisins.
En 1978, les fidèles parviennent à acquérir une maison privée et à l'enregistrer comme église paroissiale. Le Père Franz Megnis, marianiste originaire de Lettonie commence à cette époque son travail pastoral jusqu'en 1983. Il est enterré aujourd'hui au cimetière de la ville s'étant dévoué jusqu'à la fin à ses paroissiens. Malgré les difficultés continuelles de la part des autorités soviétiques, la paroisse parvient à subsister.
Après la dislocation de l'URSS et la proclamation de l'indépendance du Kazakhstan, la communauté se réunit à partir de 1997 dans l'église en construction. Elle est bâtie grâce à leurs propres moyens et à des dons venus d'Allemagne. La construction se termine en l'an 2000.
La paroisse s'occupe aussi de quinze villages voisins qui n'ont pas leur propre paroisse. Elle a ouvert une exposition permanente dans un bâtiment voisin expliquant l'histoire du catholicisme du Kazakhstan, en particulier à l'époque de la répression, dans le but d'en faire plus tard un musée. À côté, se trouve un couvent de religieuses, Servantes de Jésus dans l'Eucharistie. Une communauté de clarisses et une communauté de franciscaines missionnaires se trouvent aussi à Pavlodar.

## Illustrations

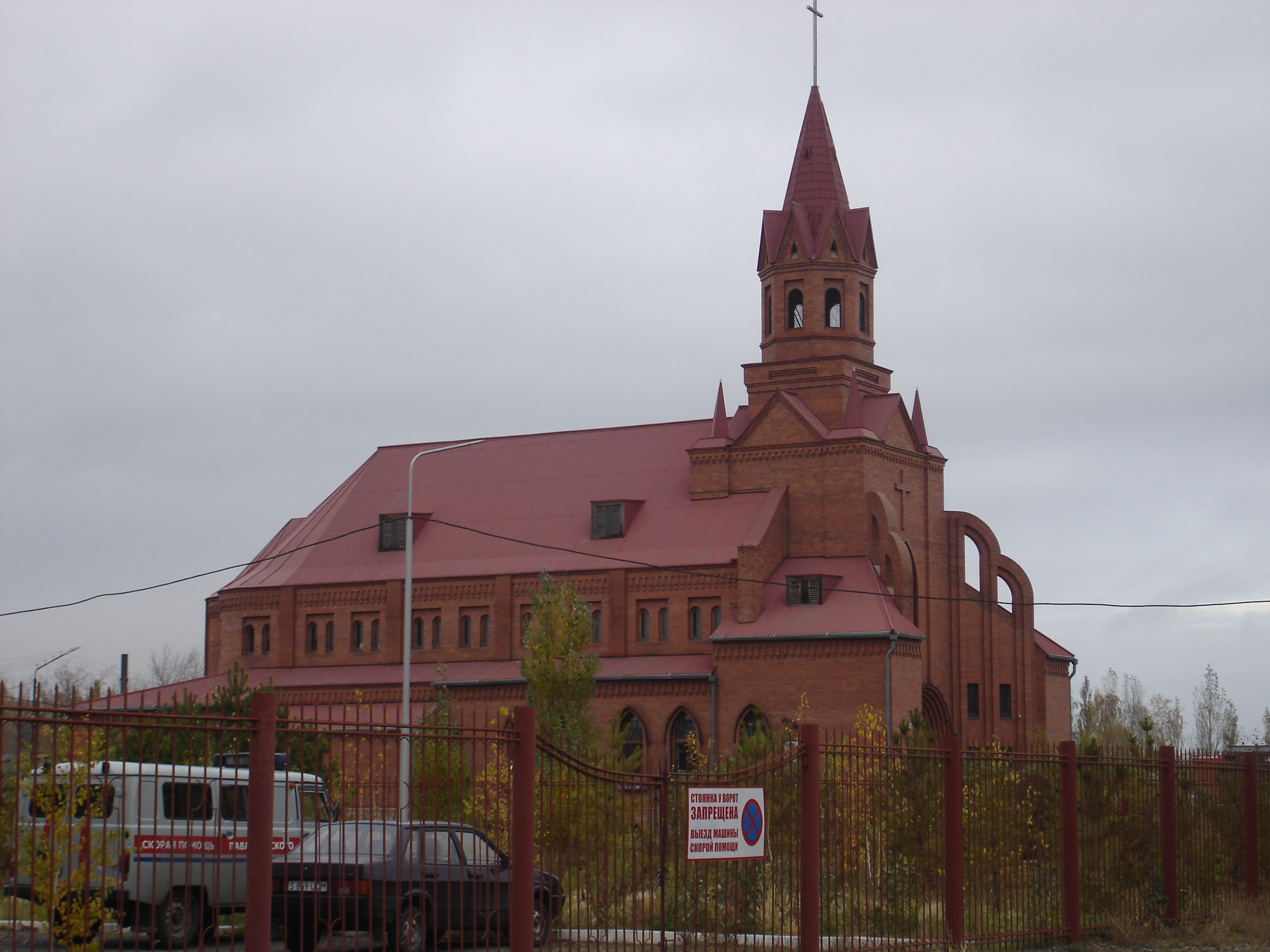
Vue de côté
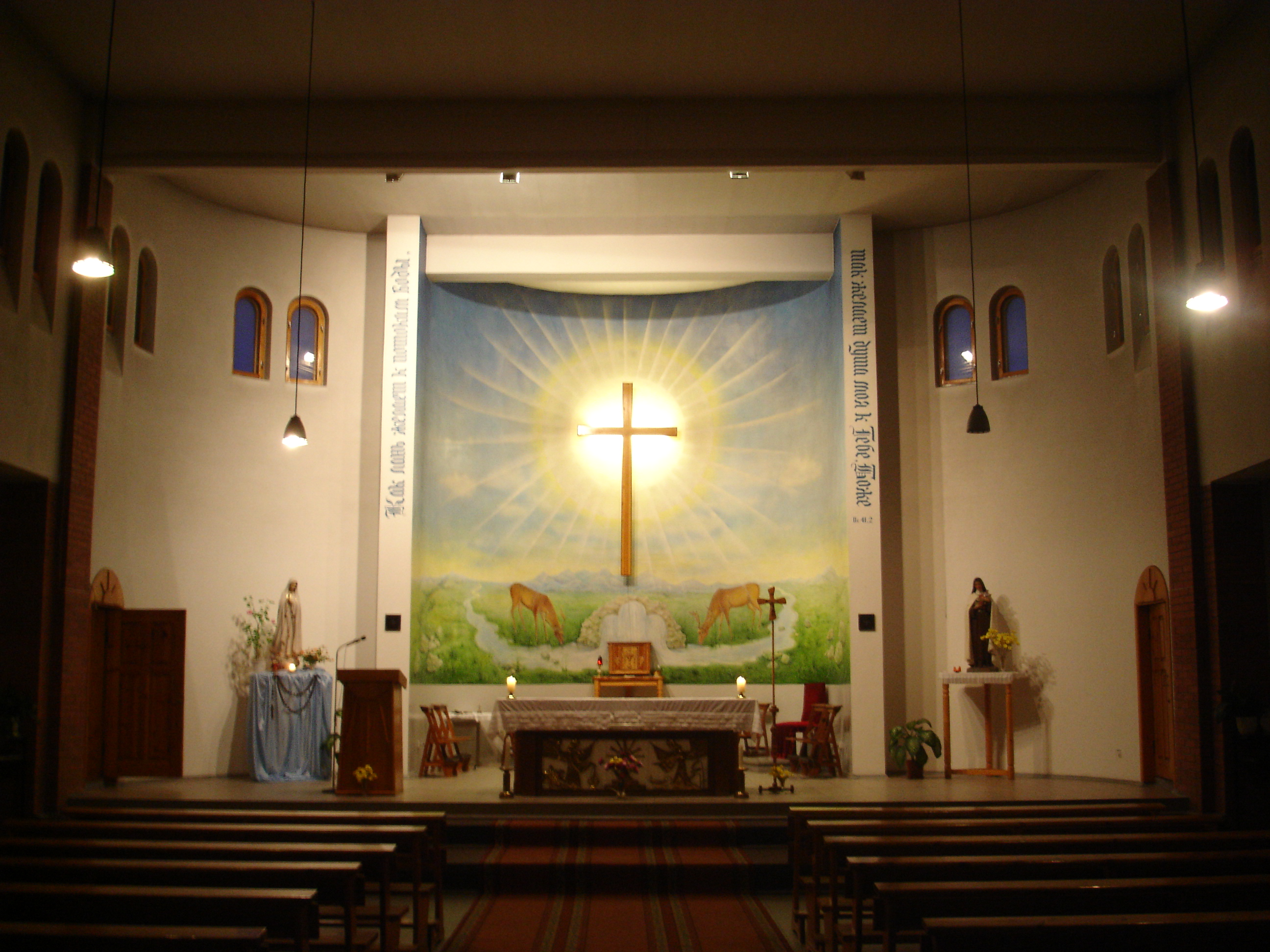
Vue de l'abside et du maître-autel
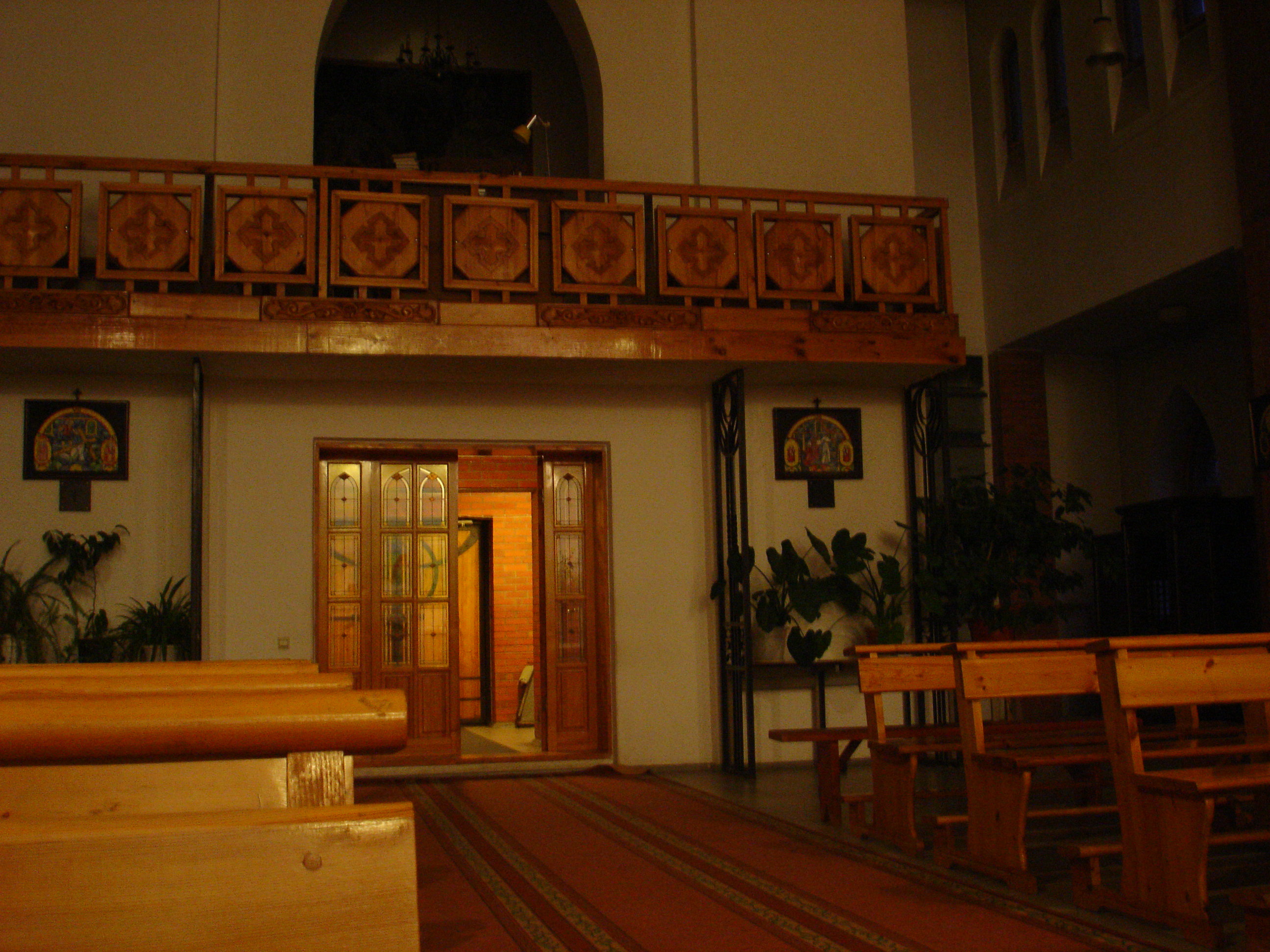
vue de la tribune de l'orgue
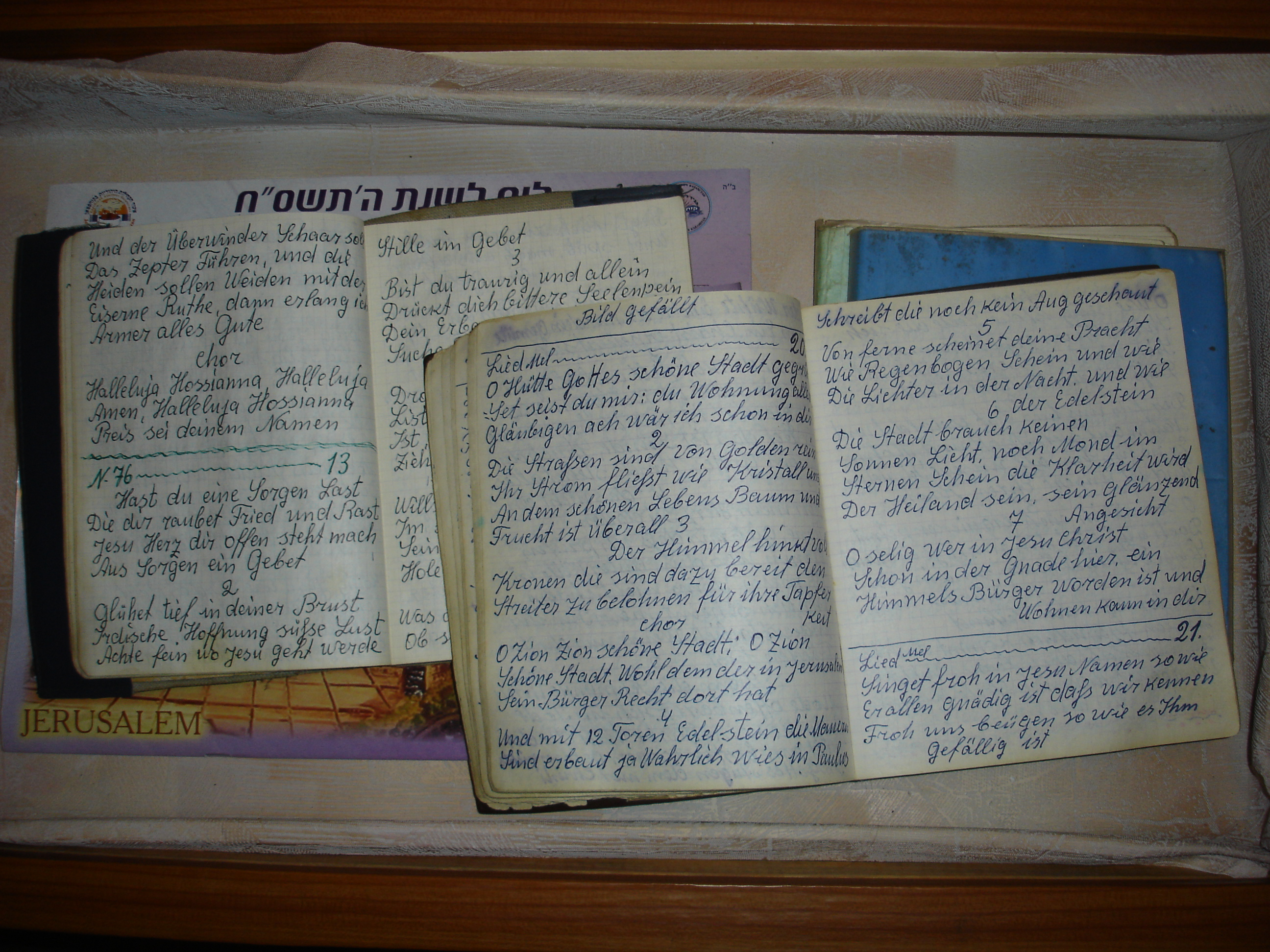
Cahier de prières en allemand à l'époque soviétique (musée de la paroisse)
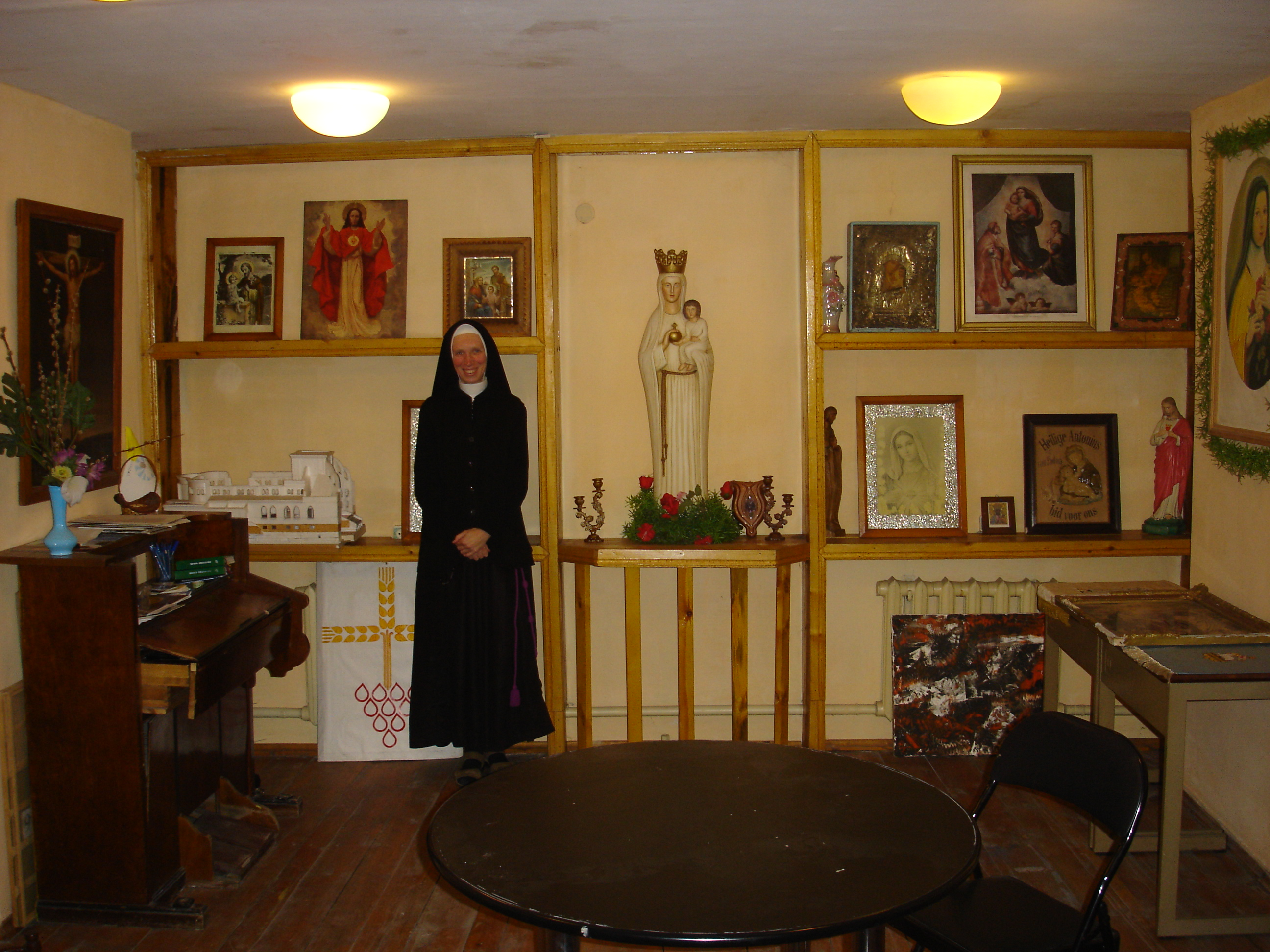
Une des salles du musée de la paroisse